# La vuelta al mundo de un novelista
La vuelta al mundo de un novelista es un libro en el que el escritor español Vicente Blasco Ibáñez narra el viaje que realizó alrededor del mundo en el Franconia, un crucero de la compañía Cunard, entre noviembre de 1923 y marzo de 1924. El transatlántico partió de Nueva York y recorrió diversos territorios de América, Asia, África y Europa. En el relato, publicado en tres volúmenes entre 1924 y 1925, aparecen gran cantidad de datos históricos, geográficos, culturales y políticos sobre el mundo en el período de entreguerras, narrados de manera magistral por el autor valenciano. Sus reflexiones y descripciones sobre los distintos lugares visitados resultan interesantes todavía hoy, un siglo después del viaje y su relato. En un reciente libro, Taranco aporta una edición crítica de los capítulos que Blasco dedica a Japón en La vuelta al mundo de un novelista. Las notas a pie de página subsanan errores del texto original y presentan referencias históricas y culturales que permiten disfrutar aún más la lectura. Este trabajo también muestra el papel determinante de Blasco como catalizador del hispanismo en Japón, en especial de las traducciones directas del español al japonés.
Se divide en:
- Libro I: Estados Unidos, Cuba, Panamá, Hawái, Japón, Corea, Manchuria.
- Libro II: China, Macao, Hong Kong, Filipinas, Java, Singapur, Birmania, Calcuta.
- Libro III: India, Ceilán, Sudán, Nubia, Egipto.[2]

Fue publicado por primera vez en Valencia, Editorial Prometeo, 1924, en tres volúmenes. Otras ediciones son la de Madrid, ediciones Jaguar, 1999, ISBN 84-89960-34-8, en un volumen, y Madrid, Alianza Editorial, 2007, en tres volúmenes, ISBN 9788420698618.